# Apollon musagète

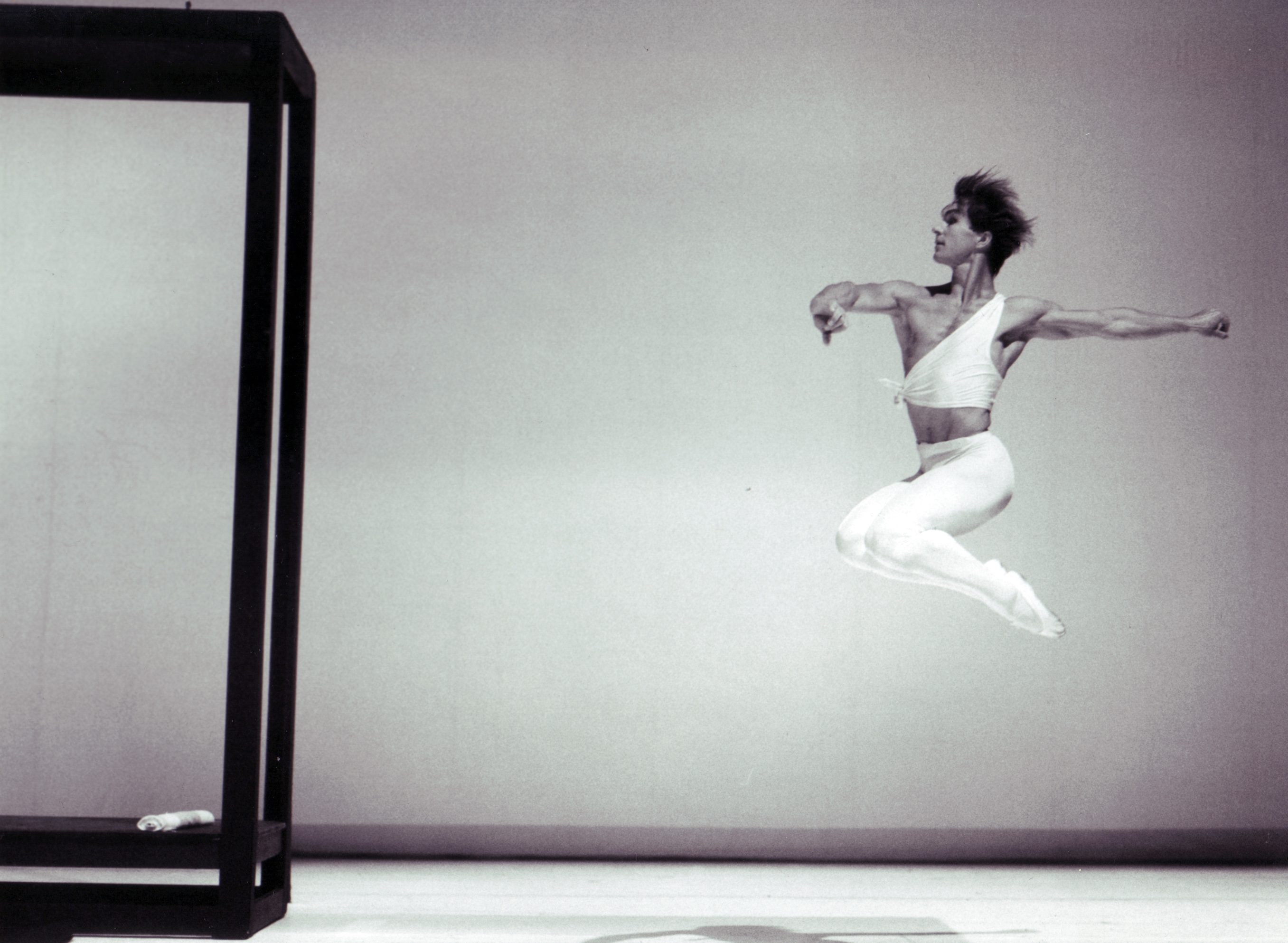
Falco Kapuste in
Apollon musagète

Apollon musagète (französisch, deutsch Apollon, Führer der Musen) ist ein neoklassizistisches Ballett in 2 Bildern, das von Igor Strawinsky 1927/28 komponiert wurde. 

## Geschichte
George Balanchine verfasste 1928 die dazugehörige Choreografie auf Grundlage von Strawinskys Libretto. Das Werk ist ein häufig aufgeführtes Beispiel für den von Balanchine begründeten neoklassischen Stil im Ballett.
Strawinskys Komposition Apollon musagète ist ein Auftragswerk auf Bitte der US-amerikanischen Mäzenin Elizabeth Sprague Coolidge für ein Festival für zeitgenössische Musik in der Washingtoner Library of Congress. Die Uraufführung fand in Washington, D.C. am 27. April 1928 in der Choreographie von Adolph Bolm statt (Heinrich Lindlar: Lübbes Strawinsky Lexikon, Gustav Lübbe Verlag, Bergisch Gladbach, 1982, Seite 28). In Europa wurde das Werk in Balanchines Version erstmals am 28. Juni 1928 im Théâtre Sarah Bernhardt in Paris durch die Ballets russes aufgeführt. Das Bühnenbild stammte von André Bauchant, die Hauptrolle wurde von Serge Lifar verkörpert.

## Handlung
Die Handlung des Balletts bezieht sich auf Gestalten aus der antiken griechischen Mythologie. Apollon, Gott der Musik, tanzt mit drei Musen und führt sie am Schluss zum Parnass-Gebirge. Die Musen sind: Kalliope, Muse der Poesie, Polyhymnia, Muse der Hymnendichtung und Terpsichore, Muse des Tanzes.
- Erstes Bild
  - Prolog: Die Geburt des Apollon

- Zweites Bild
  - Variation des Apollon
  - Szene: Apollon und die Musen
  - Variation der Kalliope
  - Variation der Polyhymnia
  - Variation der Terpsichore
  - Zweite Variation des Apollon
  - Pas de deux
  - Coda
  - Apotheose